# Tipula savtschenkoi
Tipula savtschenkoi är en tvåvingeart som beskrevs av Simova 1960. Tipula savtschenkoi ingår i släktet Tipula och familjen storharkrankar. Inga underarter finns listade i Catalogue of Life.